# Thyridanthrax semitristis
Thyridanthrax semitristis är en tvåvingeart som först beskrevs av Philippi 1865.  Thyridanthrax semitristis ingår i släktet Thyridanthrax och familjen svävflugor. Inga underarter finns listade i Catalogue of Life.